# Burgundofara
Burgundofara, también conocida como Santa Burgundófora o Santa Burgundófera  (Pipimisicum, Poincy, 595-fallecida entre 643 y 655), y como  Santa Fara o Fare, fue una monja católica austrasiana, fundadora y primera abadesa de la Abadía de Faremoutiers.

## Biografía
Su familia era conocida como los Farónidas, en referencia a su hermano Faro. Su nombre puede significar "la que mueve a los borgoñones". Nació en el 595 en el castillo de Champigny, cerca del pueblo de Pipimisicum (Poincy), entre las ciudades de Champigny y Meaux. Era hija de Leodegonda y de Cagnerico (o Chagneric), conde de Meaux y Champigny en Borgoña, sirviente del palacio de los reyes merovingios Teodeberto II y Teodorico II.

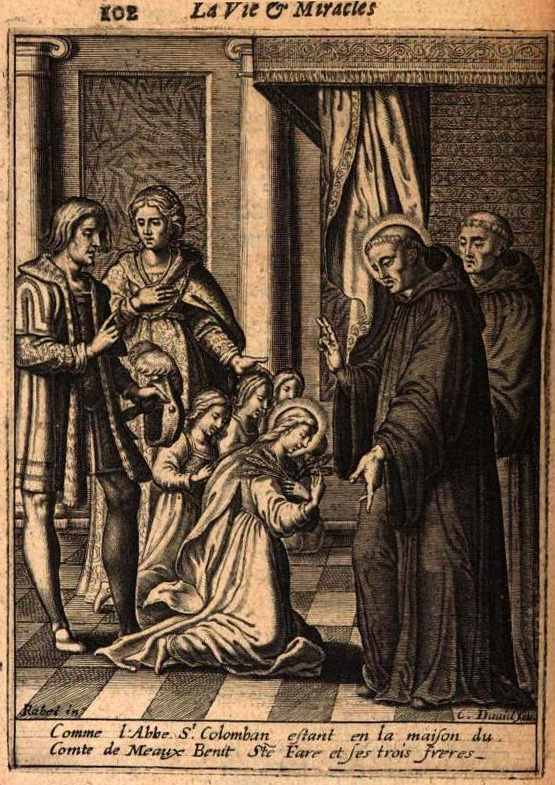
Colombanus bendice Burgundofara

En la hagiografía de san Columbano, escrita por Jonás de Bobbio, se relata cómo fue bendecida por este monje irlandés cuando era niña:
Columbano se dirigió entonces a la ciudad de Meaux, donde fue recibido con gran alegría por un noble llamado Hagneric (Chagneric, padre de Burgundófora), que era amigo de Teodeberto II, hombre sabio y consejero agradecido al rey, y que se vio fortalecido por su nobleza y sabiduría. ... Columbano bendijo su casa y consagró al Señor a su hija Burgundófora, que era todavía niña, y de la que hablaremos más adelante.
En el texto de Jonás de Bobbio, se retoma la historia: la prometieron en matrimonio contra su voluntad y cayó gravemente enferma. Su padre, Chagneric, le dijo a Eustasio de Luxeuil, que estaba presente: "¡Ojalá pudiera recuperar la salud y dedicarse al servicio divino!". Burgundófora se recuperó gracias a las oraciones de Eustasio, pero aun así su padre incumplió su palabra y decidió entregarla en matrimonio. Tras descubrirlo, ella huyó a la iglesia de San Esteban en Meaux. Allí sus hermanos Faro y Chagnoald la capturaron, decididos a matarla por desobedecer a su padre Chagneric, pero la oportuna llegada de Eustasio resolvió la situación.
Con el apoyo de Eustasio y la aprobación del obispo Gundoald de Meaux, Burgundófora fundó una abadía en las tierras de su padre. Inicialmente llamada Evoriacum, más tarde pasó a llamarse Faremoutiers en su honor.
Los estudios sobre la vida de Burgundófora y de otras herederas de la nobleza en situaciones similares hicieron concluir a algunos escritores que, en realidad, la abadía fue probablemente fundada con la bendición de su padre. La supuesta insistencia de los padres de Burgundófora en su casamiento pudo ser una añagaza, especialmente si el matrimonio fue propuesto por el Rey. Un edicto del rey Chilperico I, una generación anterior, había favorecido los derechos de las hijas a la herencia  frente a los de sus tíos y sobrinos, haciendo que el matrimonio de una heredera fuera un tema de considerable importancia para toda familia.
Fue abadesa del monasterio durante unos 40 años, probablemente hasta su muerte. La fama de milagrosa de Burgundófera fue extensa y hubo peregrinaje hasta el monasterio, que se llenó de visitas y donativos.

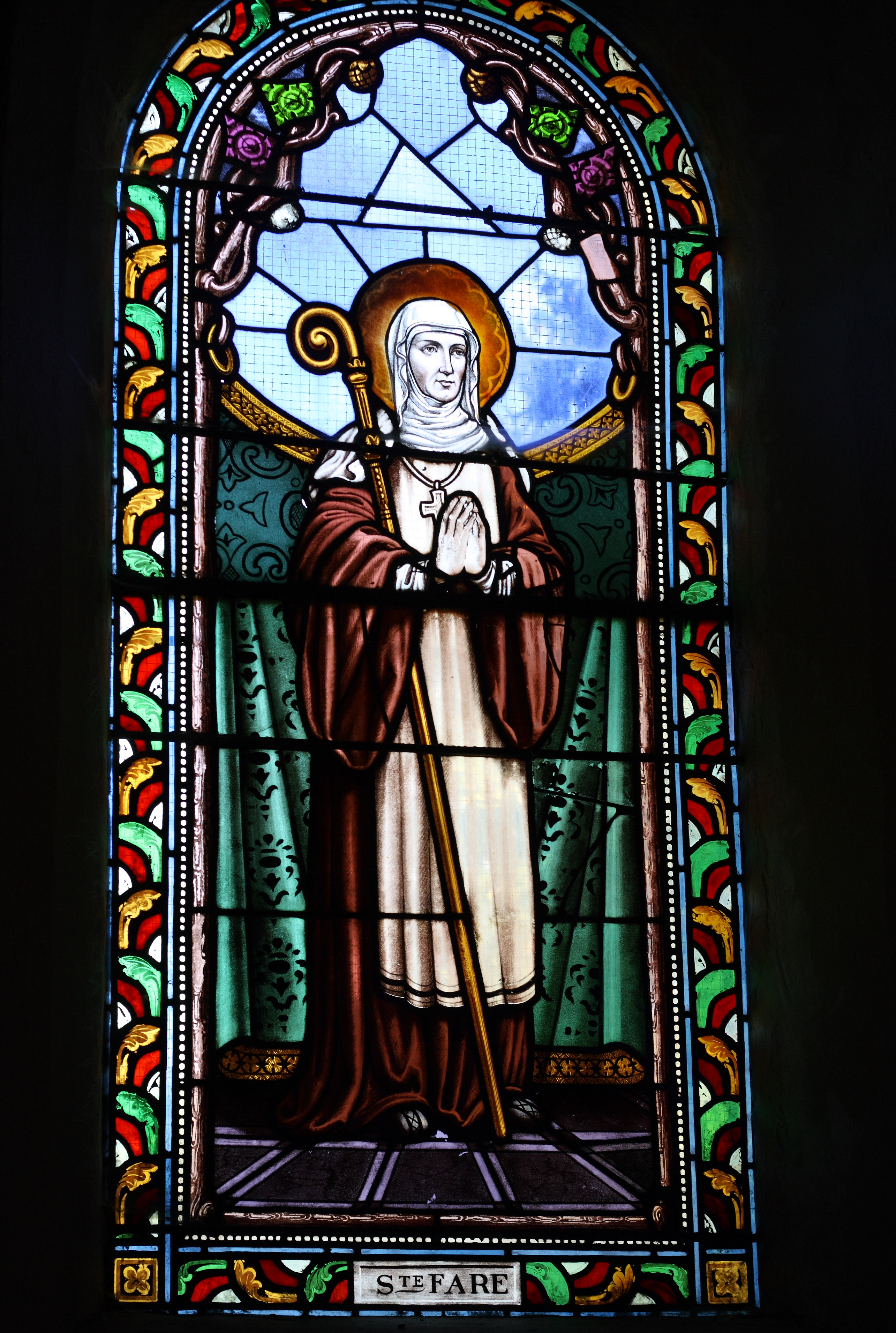
Santa Burgundófora (Fara) en la iglesia católica de Saint-Sulpice in La Celle-sur-Morin. F. GFreihalter (commons.wikimedia.org)

La fiesta de Santa Burgundófora se celebra el 3 de abril, probablemente por error. En Faremoutiers y en el santoral católico se la conmemora el 7 de diciembre.

## Otras fuentes
- Macnamara, Jo Ann, Halborg, John E. & Whatley, E. Gordon, Sainted Women of the Dark Ages. Duke University Press, 1992. ISBN 0-8223-1200-X

- Datos: Q1627230
- Multimedia: Saint Fara / Q1627230